# Milesia crabroniformis
Milesia crabroniformis Fabricius, 1775 è un dittero brachicero appartenente alla famiglia dei Sirfidi (sottofamiglia Eristalinae). La specie, come tutti i membri appartenenti a questa famiglia, è caratterizzata da mimetismo batesiano, particolarmente evidente in questo caso per l'elegante ed appariscente aspetto e il caratteristico ronzio che lo fanno assomigliare al calabrone europeo (Vespa crabro).

## Descrizione

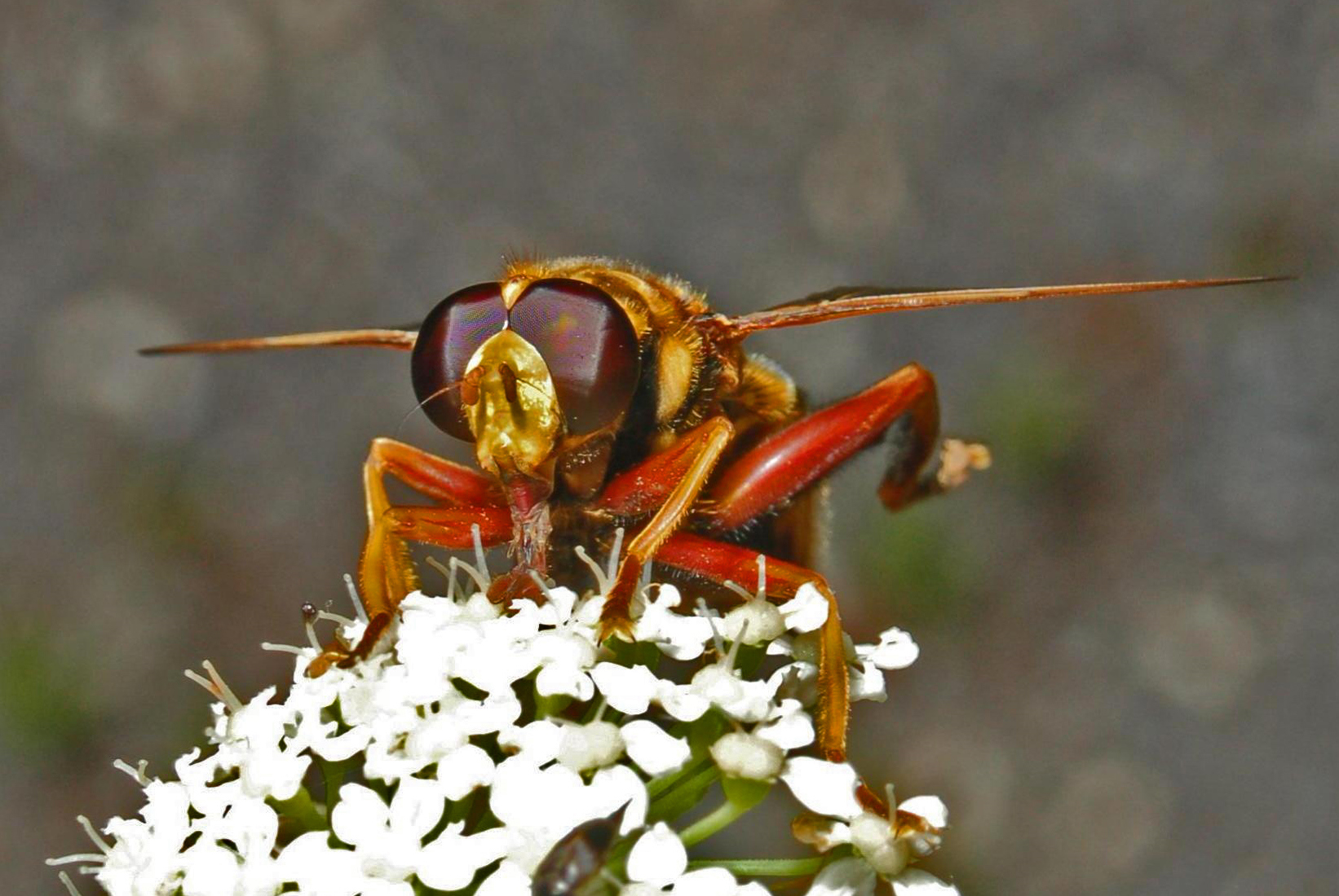
Milesia crabroniformis, maschio, vista frontale

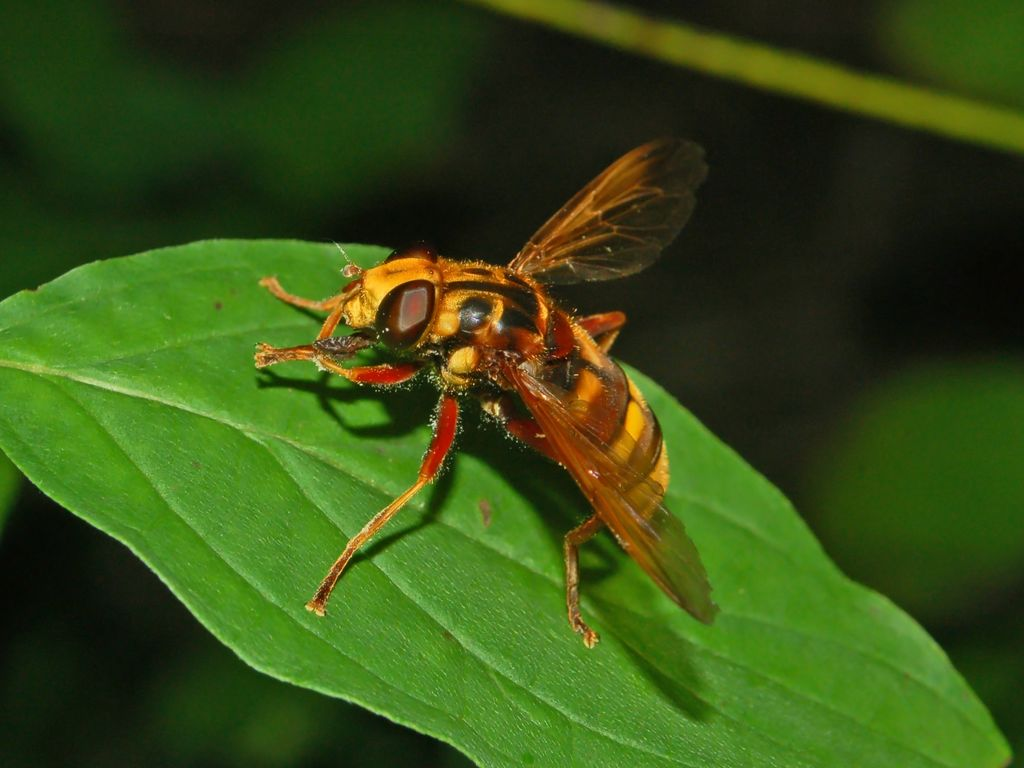
Milesia crabroniformis, femmina, vista dorsale

Questo sirfide, relativamente raro, è la più grande fra le specie presenti in Europa: l’adulto può raggiungere i 22–25 mm di lunghezza. Assomiglia per i suoi colori, il suo volo rumoroso e le sue notevoli dimensioni al calabrone europeo (Vespa crabro) ma, sprovvisto di pungiglione, è inoffensivo. I maschi hanno gli occhi che si toccano sulla sommità della testa mentre le femmine hanno gli occhi separati.

## Biologia
Si possono incontrare gli adulti di questa specie da giugno fino a ottobre, con un picco a cavallo fra agosto e settembre, in foreste di querce o faggi. Si nutrono di nettare, di preferenza al sole, sui fiori di diverse piante (Apiaceae, Hedera, Cirsium, Sambucus ebulus). In foresta tendono a volare in alto fra gli alberi e scendono solo per nutrirsi, bere o deporre le uova. Spesso sono osservati vicino a ruscelli, ai bordi dei quali si posano a bere a inizio pomeriggio.
La larva si sviluppa in legno in decomposizione e nelle cavità di vecchi faggi e querce.

## Distribuzione e habitat
Questa specie è presente in Belgio, Francia, Grecia, Italia, Spagna, Portogallo, Svizzera, in Vicino Oriente e in Nord Africa.